# Dziadkowice (gemeente)
De gemeente Dziadkowice is een landgemeente in het Poolse woiwodschap Podlachië, in powiat Siemiatycki.
De zetel van de gemeente is in Dziadkowice.
Op 30 juni 2004 telde de gemeente 3095 inwoners.

## Oppervlakte gegevens
In 2002 bedroeg de totale oppervlakte van gemeente Dziadkowice 115,71 km², waarvan:
- agrarisch gebied: 61%
- bossen: 33%

De gemeente beslaat 7,93% van de totale oppervlakte van de powiat.

## Demografie
Stand op 30 juni 2004:
| Omschrijving                   | Totaal | Totaal | Vrouwen | Vrouwen | Mannen | Mannen |
| ------------------------------ | ------ | ------ | ------- | ------- | ------ | ------ |
| eenheid                        | aantal | %      | aantal  | %       | aantal | %      |
| inwoners                       | 3095   | 100    | 1546    | 50      | 1549   | 50     |
| bevolkingsdichtheid (inw./km²) | 26,7   | 26,7   | 13,4    | 13,4    | 13,4   | 13,4   |

In 2002 bedroeg het gemiddelde inkomen per inwoner 1225,1 zł.

## Plaatsen
Brzeziny-Janowięta, Dołubowo, Dziadkowice, Hornowo, Hornowszczyzna, Jasienówka, Korzeniówka, Kąty, Lipiny, Malewice, Malinowo, Osmola, Smolugi, Smolugi-Kolonia, Wojeniec, Zaminowo, Zaporośl, Zaręby, Żuniewo, Żurobice

## Aangrenzende gemeenten
Boćki, Brańsk, Grodzisk, Milejczyce, Siemiatycze